# سلطعون بوليبيوس
سلطعون بوليبيوس (الاسم العلمي: Polybius) هو جنس من الحيوانات يتبع فصيلة السلطعونات السابحة من رتبة عشريات الأرجل. وهو جنس يحوي نوعا وحيدا هو السلطعون الهنسلوي.